# 吉奧馬爾參議員鎮

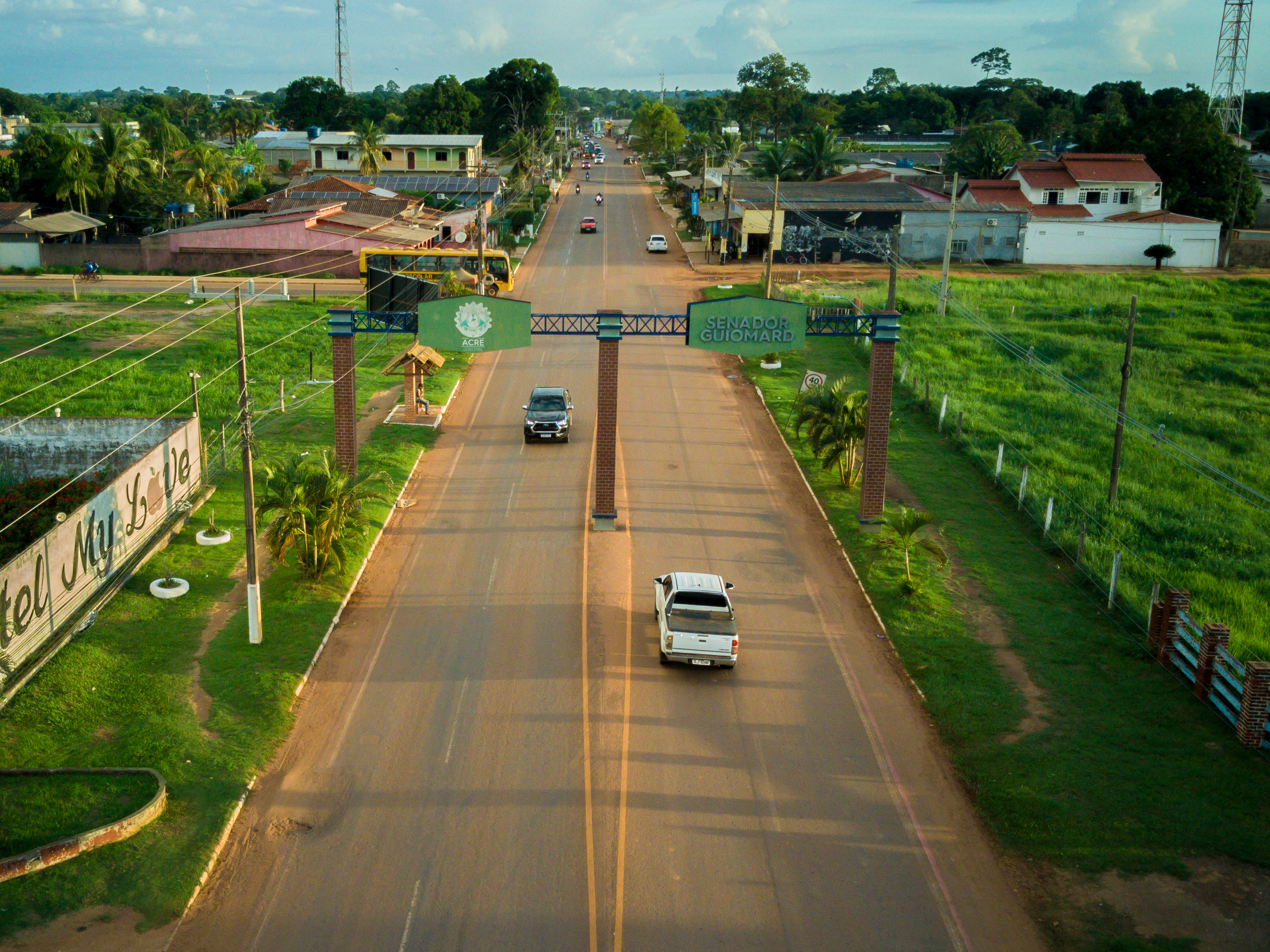
吉奧馬爾參議員鎮

10°09′03″S 67°44′09″W / 10.15083°S 67.73583°W
吉奧馬爾參議員鎮（葡萄牙語：Senador Guiomard），是巴西的城鎮，位於該國西北部，由阿克里州負責管轄，面積1,837平方公里，海拔高度201米，2014年人口20,992，人口密度每平方公里11.43人。